# الحفاري (بني تور)
الحفاري هو دُوَّار يقع بجماعة قصيبية، إقليم سيدي سليمان، جهة الرباط سلا القنيطرة في المملكة المغربية. ينتمي الدوّار لمشيخة بني تور التي تضم 13 دوار. يقدر عدد سكانه بـ 544 نسمة حسب الإحصاء الرسمي للسكان والسكنى لسنة 2004.

## روابط خارجية
- البوابة الوطنية للجماعات الترابية
- المندوبية السامية للتخطيط